# The Cat and the Canary (pel·lícula de 1927)
The Cat and the Canary és una pel·lícula muda dirigida pel director expressionista alemany Paul Leni (la primera de les tres pel·lícules que dirigí als Estats Units) i protagonitzada per Laura La Plante, Forrest Stanley i Creighton Hale entre d'altres. La pel·lícula, basada en la comèdia negra homònima de John Willard (1922), es va estrenar el 9 de setembre de 1927 i va tenir una gran influència en el cinema de terror dels anys 30. Posteriorment es feren diverses versions de la mateixa pel·lícula.

## Argument
Vint anys després de la mort de Cyrus West, un home ric i excèntric, just a la mitjanit, els seus parents s’han de trobar a la seva mansió sobre el riu Hudson per a la lectura del testament. Abans que arribin els parents, Roger Crosby, l'advocat de West, es mostra preocupat perquè l'hereu pugui estar en perill ja que algú ha obert la caixa forta on hi havia tancat el testament des de la mort de West i ha llegit la carta que l'acompanyava. Tot i que Crosby desconfia de la governanta de West, Mammy Pleasant, ella assegura que no coneixia la combinació per lo que no pot haver obert la caixa forta. Crosby llegeix el testament als parents més propers de West, Paul Jones, Charles Wilder, Harry Blythe, Cecily Young i la seva tia, Susan Sillsby. Aquests queden consternats ja que han estat desheretats perquè consideraven Cyrus boig. El testament nomena una parenta llunyana, Annabelle West, com a única hereva. Un cop queda sol amb Annabelle, Crosby li revela un codicil del testament que diu que només heretarà la fortuna si un metge la declara sana de judici. En cas contrari la persona que se cita a la carta ho heretarà tot.
Just abans que pugui revelar a Annabelle el nom de l'hereu alternatiu, Crosby desapareix misteriosament arrossegat per una urpa que l'agafa des d'una porta secreta de la biblioteca. Durant la nit, diversos fets inexplicables fan que la família dubti que Annabelle no estigui boja, sobretot després d'insistir que una ma misteriosa li ha robat el collaret. Paul, que s’ha enamorat d'Annabelle, és l'únic que creu la seva història. Aleshores arriben un misteriós guàrdia i la doctora Ira Lazar, que suposadament determinarà si Annabelle no està boja.
Paul descobreix la porta oculta de la biblioteca que porta als passadissos secrets de la mansió però queda empresonat a les parets interiors i és atacat per un monstre amb urpes. Després de diverses desventures, Paul aconsegueix alliberar-se just en el moment en què arriba la policia, que han estat cridada per Cecily i la tia Susan. Es descobreix que el monstre és en realitat Charles Wilder, la persona que si Annabelle fos boja ho heretaria tot i que és qui va matar Crosby i va contractar el guàrdia amb l'objectiu de matar Annabelle. Un cop passada la nit, amb la herència assegurada, Cecily, la tieta Susan el Harry marxen i Annabelle i Paul es queden a la casa.

## Repartiment
- Laura La Plante (Annabelle West)
- Creighton Hale (Paul Jones)
- Forrest Stanley (Charles Wilder)
- Tully Marshall (Roger Crosby)
- Gertrude Astor (Cecily)
- Flora Finch (tieta Susan)
- Arthur Edmund Carewe (Harry)
- Martha Mattox (Mammy Pleasant)
- George Siegmann (guàrdia)
- Lucien Littlefield (Dr. Ira Lazar)
- Hal Craig (policia)
- Billy Engle (taxista)
- Joe Murphy (lleter)